# The Siren (film fra 1917)
The Siren er en amerikansk stumfilm fra 1917 af Roland West.

## Medvirkende
- Valeska Suratt som Cherry Millard
- Clifford Bruce som Derrick McClade
- Robert Clugston som Burt Hall
- Isabel Rea som Rose Langdon
- Cesare Gravina